# Heiko Maas
Heiko Maas (Saarlouis, 1966. szeptember 12. –) német szociáldemokrata politikus. 2018 és 2021 között  Németország külügyminisztere.

## Életpályája
1990 és 2013 között az saar-vidéki tartományi parlament (Landtag) képviselője volt.
2017-ben a Bundestag tagja lett.